# La Creu del Fus
La Creu del Fus és una muntanya de 1.121 metres que es troba al municipi de Vidrà, a la comarca d'Osona.